# Höganäs Bollklubb
L'Höganäs Bollklubb, meglio noto come Höganäs BK, è una società calcistica svedese con sede presso la cittadina di Höganäs.
Fino alla stagione 2014, la squadra ha disputato le proprie partite casalinghe allo Julivallen, storico impianto inaugurato nel 1928. A partire dal 2015, invece, il club ha spostato le proprie attività presso un centro sportivo denominato Höganäs Sportcenter, situato nell'area urbana di Lerberget.
Fondato nel 1913, il club ha trascorso 28 campionati in seconda serie fra la stagione 1931-1932 e la stagione 1960. Durante questo periodo, nel campionato di Division II 1952-1953, ha anche sfiorato la promozione nella massima serie chiudendo il proprio raggruppamento al 2º posto dietro al Kalmar. Dagli anni '60 in poi, i rossoblu hanno preso parte prevalentemente a campionati più bassi.